# Mto wa Mbu
Mto wa Mbu (in lingua swahili = "fiume delle zanzare") è un villaggio masai della Tanzania settentrionale (regione di Arusha), situato sulle sponde del Lago Manyara.
Il villaggio dista circa 120 km dal capoluogo Arusha ed oltre ad essere la porta di ingresso al parco nazionale del lago Manyara è un importante snodo per le rotte che portano alla riserva naturale di Ngorongoro, al parco nazionale del Serengeti e al parco nazionale del Tarangire.

## Economia

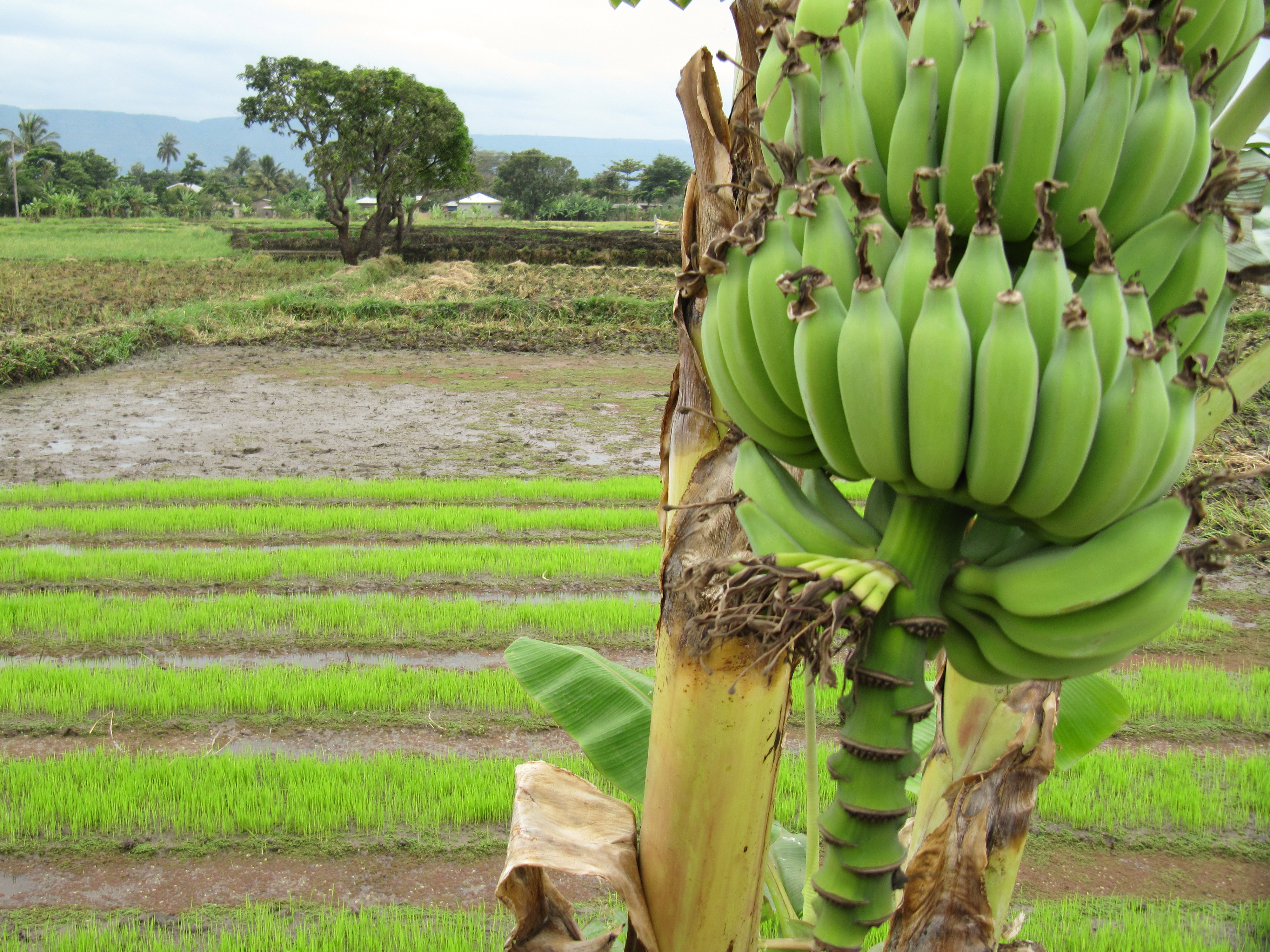

Il piano di opere per l'irrigazione risalente agli anni '50 ha trasformato il territorio intorno a Mto wa Mbu in un'area estremamente fertile dando un notevole impulso all'agricoltura, che rappresenta la principale risorsa economica.

Il villaggio è un importante centro di produzione di banane, con oltre trenta varietà coltivate, originarie di varie regioni della Tanzania. Altre risorse importanti sono il riso e il mais.
.

## Popolazione
Al censimento del 2012 la circoscrizione di Mto wa Mbu contava 11.405 abitanti.

Lo sviluppo delle attività agricole ha richiamato nell'area gente di tutte l'etnie della Tanzania, ciascuna con le proprie tradizioni culturali, per cui accanto alle famiglie Maasai, si trovano i Chagga, i Sandawe, i Rangi solo per citare alcune delle etnie più rappresentate.